# Campo di Montegiardino
El Campo sportivo di Montegiardino es un estadio de fútbol ubicado en Montegiardino, San Marino. El estadio tiene capacidad para 500 espectadores.